# روی دا گراسیا
روی دا گراسیا (انگلیسی: Rui da Gracia؛ زادهٔ ۲۸ مهٔ ۱۹۸۵) بازیکن فوتبال اهل اسپانیا است.
از باشگاه‌هایی که در آن بازی کرده‌است می‌توان به باشگاه فوتبال انوسیس نئون پارالیمنی و باشگاه فوتبال الچه اشاره کرد.
وی همچنین در تیم ملی فوتبال گینه استوایی بازی کرده‌است.